# Max Talmey
Max Talmey (1867-1941) fut un des professeurs d'Albert Einstein durant sa deuxième décennie. Il a également publié des travaux en médecine (ophtalmologie) et sur les langues internationales.

## Biographie
Quand il était étudiant à l'école médicale de Munich, Max Talmey influença beaucoup l'éducation d'Albert Einstein. Leur association dura 5 ans.
Ils perdirent contact plusieurs années après que chacun eut quitté Munich. Talmey émigra aux États-Unis et pratiqua la médecine, principalement l'ophtalmologie, à New York.
Il apporta des contributions significatives à la médecine, à la popularisation des travaux d'Albert Einstein et au développement des langues internationales.
La relation d'amitié de Talmey et Einstein fut ravivée quand Einstein lui rendit visite aux États-Unis

## Œuvres
- Psyche, Medico-Legal Pub. Co., 1910
- Practical and theoretical Esperanto: a handy textbook for beginners and advanced students, Universal language publishing co., 1906
- The relativity theory simplified and the formative period of its inventor, Falcon Press, 1932

## Sources
- (en) James G. Ravin, Albert Einstein and his mentor Max Talmey, The Seventh Charles B. Snyder lecture, lien, [PDF] texte intégral